# アレクシー・クロード＝モーリス
アレクシー・クロード＝モーリス（Alexis Claude-Maurice, 1998年7月6日 - ）は、フランス・ノワジー＝ル＝グラン出身のサッカー選手。RCランス所属。ポジションはフォワード。

## 経歴
FCロリアンの下部組織に所属し、2017年にトップチームデビュー。各国から注目を集め、2018-19シーズン終了後はアーセナルFCやウェストハム・ユナイテッドFCから興味を持たれたが本人はボルシア・メンヒェングラートバッハへの移籍を希望していた。メンヒェングラートバッハはその後800万ユーロを提示したがロリアン側に断られている。
2019年夏の移籍市場でリーグ・アンのOGCニースに移籍した。